# Dignity (album)
Pour les articles homonymes, voir Dignity.
Albums de Hilary Duff
Most Wanted
(2005) Best of Hilary Duff
(2008)
Dignity est le quatrième album studio de la chanteuse américaine Hilary Duff.

## Éditions et listes des pistes

### Édition Standard
1. "Stranger"
2. "Dignity"
3. "With Love"
4. "Danger"
5. "Gypsy Woman"
6. "Never Stop"
7. "No Work, All Play"
8. "Between You and Me"
9. "Dreamer"
10. "Happy"
11. "Burned"
12. "Outside of You"
13. "I Wish"
14. "Play with Fire"

### Deluxe Edition et Australian Deluxe Tour Edition
Cette édition contient les quatorze chansons de l'édition de base mais également un DVD bonus de neuf clips et d'une interview. On y trouve également des photos exclusives, un certificat numéroté individuel de l'édition limitée.
1. "Why Not" [Vidéo]
2. "So Yesterday" [Vidéo]
3. "Come Clean" [Vidéo]
4. "Our Lips Are Sealed" [Vidéo]
5. "Fly" [Vidéo]
6. "Wake Up" [Vidéo]
7. "Beat of My Heart" [Vidéo]
8. "Play with Fire" [Vidéo]
9. "With Love" [Vidéo]
10. Interview: At Home with Hilary Duff

### Wal-Mart Edition
Cette édition vendue uniquement dans le réseau de magasins Wal-Mart contient les quatorze chansons d'origine auxquelles s'ajoutent cinq remixes.
1. "With Love" [Richard Vission Remix Extended] — 6 min 00
2. "Play with Fire" [Richard Vission Remix Radio Edit] — 3 min 12
3. "Dignity" [Richard Vission Remix Radio Edit] — 3 min 43
4. "Play with Fire" [Vada Mix] — 3 min 17
5. "Come Clean" [Dance Remix] — 3 min 44

### Best Buy et iTunes Australia Edition
Ces éditions vendues via les sites Best Buy et iTunes en Australie comportent également les quatorze chansons de base ainsi que deux
remixes.
1. "Play with Fire" [Rock Mix] — 3 min 00
2. "Stranger" [Vada Mix] — 4 min 21

### Target Edition
L'édition vendue dans le réseau de magasins Target contient aussi les titres de l'édition standard et permet d'acheter six billets pour la tournée immédiatement.

### Japanese Standard Edition
L'édition standard japonaise contient les quatorze titres de l'édition de base américaine ainsi qu'un remix bonus.
1. "With Love" [DJ Kaya Remix]

### Japanese Deluxe Edition
L'édition deluxe japonaise contient les titres d'origine ainsi que le même DVD bonus de l'édition deluxe américaine, à l'exception d'une vidéo de plus, "Making of the Photo Book (Hilary Duff × Leslie Kee)", mais également un livret de photos différent de toutes les autres versions de l'album existantes. Enfin s'ajoutent des titres bonus.

## Singles
- 2006 : Play with Fire
- 2007 : With Love
- 2007 : Stranger

## Classement des ventes
| Pays                               | Meilleure position | Certification | Ventes  |
| ---------------------------------- | ------------------ | ------------- | ------- |
| Argentine CAPIF Weekly Top 100     | 1                  | —             | —       |
| Australie                          | 17                 | —             | —       |
| Union européenne Billboard Top 100 | 28                 | —             | —       |
| Brésil                             | 33                 | —             | 30 000  |
| Canada                             | 3                  | —             | 100 000 |
| République tchèque                 | 15                 | —             | —       |
| France                             | 133                | —             | 20 000  |
| Grèce                              | 15                 | —             | —       |
| Irlande                            | 10                 | —             | 5 000   |
| Italie                             | 8                  | Or            | 40 000  |
| Japon Albums internationaux        | 1                  | —             | 60 000  |
| Japon                              | 12                 | —             | 60 000  |
| Mexique                            | 4                  | —             | 25 000  |
| Nouvelle-Zélande                   | 31                 | —             | —       |
| Espagne                            | 12                 | Or            | 40 000  |
| Suisse                             | 64                 | —             | —       |
| Taïwan 5-Music Chart               | 1                  | —             | —       |
| Taïwan G-Music Western Chart       | 1                  | —             | —       |
| Royaume-Uni                        | 25                 | —             | —       |
| États-Unis                         | 3                  | Or            | 650 000 |